# Torquato Accetto
Torquato Accetto (Trani, 1590/98 circa – 1640) è stato un poeta italiano.
La sua opera principale è il trattatello Della dissimulazione onesta.

## Biografia
Scarseggiano le notizie biografiche sull'autore.
Nato intorno al 1590 a Trani, nel 1612 si trasferisce ad Andria e inizia a lavorare come segretario presso i duchi Carafa. Nel 1618 si trova a Napoli e probabilmente frequenta l'Accademia degli Oziosi, fondata nel 1611 dal mecenate e letterato Giovan Battista Manso.
Scrisse varie rime, nelle quali evidenziò la sua delicata coscienza morale e il breve trattato Della dissimulazione onesta: nato nel contesto della dominazione spagnola in Italia, fu pubblicato a Napoli nel 1641 e rapidamente dimenticato. Il libello fu poi riscoperto da Benedetto Croce all'inizio del XX secolo e ripubblicato da Salvatore S. Nigro. La "dissimulazione", tematica al centro dei dibattiti all'epoca, non è, per Accetto, sinonimo di menzogna, ma invito al raccoglimento e alla cautela. L'analisi di Accetto pone la questione, da un piano di politica spicciola, su un piano di accurata indagine morale: l'autore, alquanto speciosamente, differenzia la simulazione, moralmente riprovevole perché viziata da intenzioni cattive, dalla dissimulazione, che invece pareva all'Accetto l'unico rimedio per difendersi da una società pullulante di simulatori e per trionfare delle proprie passioni. La ricetta però per risultare vincente richiede una onestà di animo e un buon equilibrio.

## Opere
Edizioni originali:
- Rime di Torquato Accetto, Napoli: nella stampa degli heredi di Tarquinio Longo, 1621
- Rime del signor Torquato Accetto, divise in amorose, lugubri, morali, sacre, et varie, Napoli: nella stampa di Giacomo Gaffaro, 1638 (edizione ampliata dell'opera pubblicata nel 1621)
- Della dissimulazione onesta, Napoli, Nella Stampa di Egidio Longo, 1641

Edizioni moderne:
- Rime amorose, edizione critica a cura di Salvatore S. Nigro, Torino: Einaudi, 1987.
- Della dissimulazione onesta, edizione critica a cura di Salvatore S. Nigro; presentazione di Giorgio Manganelli, Genova: Costa & Nolan, 1983; nuova edizione Torino: Einaudi, 1997.
- Della dissimulazione onesta - Rime, a cura di Edoardo Ripari, Milano: BUR - Rizzoli, 2012.